# 1627
1627 (MDCXXVII) je bilo navadno leto, ki se je po gregorijanskem koledarju začelo na petek, po 10 dni počasnejšem julijanskem koledarju pa na ponedeljek.

## Rojstva
- 25. januar - Robert Boyle, angleški fizik, kemik († 1691)
- 30. avgust - Ito Jinsai, japonski konfucijanski filozof († 1705)
- 27. september - Jacques-Bénigne Bossuet, francoski katoliški škof in teolog († 1704)

## Smrti
- 21. oktober - Frederick de Houtman, nizozemski raziskovalec, pomorščak (* 1571)